# Xysticus kalandadzei
Xysticus kalandadzei är en spindelart som beskrevs av Tamara Mcheidze och Aleksander Stepanovich Utochkin 1971. Xysticus kalandadzei ingår i släktet Xysticus och familjen krabbspindlar. Inga underarter finns listade i Catalogue of Life.